# Erik von Detten
Erik Thomas von Detten (San Diego, California; 3 de octubre de 1982) es un exactor estadounidense, conocido por sus actuaciones en obras como La montaña embrujada, Toy Story, The Princess Diaries y So Weird.

## Biografía
Von Detten nació en San Diego, California. Su madre, Susan von Detten, es una fotógrafa estadounidense de ascendencia inglesa y judía, y su padre, Volker von Detten, es un inmigrante de Múnich, Alemania. Tiene tres hermanas, Dolly, Britta, y Andrea, y un hermano, Timothy.

### Carrera
Uno de los primeros papeles de Von Detten fue el de Nicholas Alamain en la telenovela diaria Days of Our Lives desde 1992 hasta 1993. Nicholas resultó ser el hijo secreto de Lawrence Alamain (Michael Sabatino) y Carly Manning (Crystal Chapell), dos de los personajes principales de la serie, y como resultado Von Detten estuvo muy involucrado en algunos de los argumentos principales de la serie pese a que en aquel entonces  solo tenía 10 años.
A los trece años, prestó su voz al niño malvado de Toy Story, Sid Philips, el destructor de juguetes vecino de Andy. También interpretó a Wally Cleaver en la película de 1997 Leave It to Beaver, y en 1998 protagonizó la película de Disney Channel, Brink!. Von Detten ha aparecido en la película The Princess Diaries, como Josh Bryant en 2001. Ha aparecido en televisión en programas como Dinotopia en 2002, y fue la primera celebridad en mostrar el resultado final del reality show de la ABC The Mole. Ha aparecido en series como So Weird y Malcolm in the Middle. Von Detten interpretó a Chris Savage en la corta vida del sitcom Complete Savages. En 2009, apareció en el videoclip de la canción "Wanted", de Jessie James.

### Vida personal
Ha estado casado con la agente de bienes raíces taiwanesa-estadounidense Angela desde 2018. Tienen dos hijos; una hija nacida en mayo de 2019 y un hijo nacido en marzo de 2021.